# تپه احمد خان
تپه احمد خان مربوط به عصر مس و سنگ است و در شهرستان سرپل ذهاب، بخش مرکزی، دهستان دشت ذهاب، ۳۰۰ متری جنوب شرق روستای قلعه بهادری واقع شده و این اثر در تاریخ ۱۸ اسفند ۱۳۸۷ با شمارهٔ ثبت ۲۴۸۹۶ به‌عنوان یکی از آثار ملی ایران به ثبت رسیده است.